# Time Travelers & Bonfires
Time Travelers & Bonfires è un album in studio acustico del gruppo musicale alternative metal statunitense Sevendust, pubblicato nel 2014. Il disco contiene materiale già pubblicato riarrangiato in chiave acustica e sei nuove canzoni.

## Tracce
1. Come Down – 4:04
2. Under It All – 3:59
3. The Wait – 4:23
4. Upbeat Sugar – 3:52
5. One Life – 4:25
6. Bonfire – 3:56
7. Gone – 3:35
8. Denial – 4:12
9. Trust – 5:06
10. Crucified – 4:43
11. Karma – 3:41
12. Black – 4:32

## Formazione
- Lajon Witherspoon - voce
- Clint Lowery - chitarra, cori
- John Connolly - chitarra, cori
- Vinnie Hornsby - basso
- Morgan Rose - batteria, cori